# Presa de Nurek
La presa de Nurek (en tayiko: Нерӯгоҳи обии Норак, Nerūgohi obii Norak, que significa 'central hidroeléctrica de Nurek') es una presa de materiales sueltos de Tayikistán construida en el río Vakhsh, en la frontera entre la  provincia de Khatlon y la región bajo subordinación republicana. La construcción de la presa comenzó en 1961 y fue terminada en 1980, cuando Tayikistán era todavía una república de la Unión Soviética. Con 304 m de altura, actualmente es la segunda presa más alta del mundo. La presa de Rogun, también en el Vakhsh y en Tayikistán, podría superarla si finalmente se lleva a cabo.

## Construcción
Se forma única construida, con un núcleo central de hormigón formando una barrera impermeable dentro de una construcción de 304 m de altura de roca y tierra de relleno. El volumen del montículo es de 54 millones de m³. 
La presa se encuentra en una garganta profunda excavada por el río Vakhsh en el oeste de Tayikistán, a unos 75 km al este de la capital del país, Dusambé. Hay una localidad cercana a la presa, también llamada Nurek, en la que se construyeron las casas de ingenieros y otros empleados de la central hidroeléctrica.

## Generación de electricidad
En la presa de Nurek están instaladas un total de nueve turbinas Francis,  encargada la primera en 1972 y la última en 1980. Originalmente tenían una capacidad de generación de 300 MW cada una (2,7 GW en total), aunque luego han sido rediseñadas y adaptadas de tal manera que ahora producen en conjunto 3,0 GW. Desde 1994, suponen la mayor parte de los 4,0 GW de generación hidroeléctrica del país, siendo suficiente para satisfacer el 98% de sus necesidades de electricidad.

## Embalse

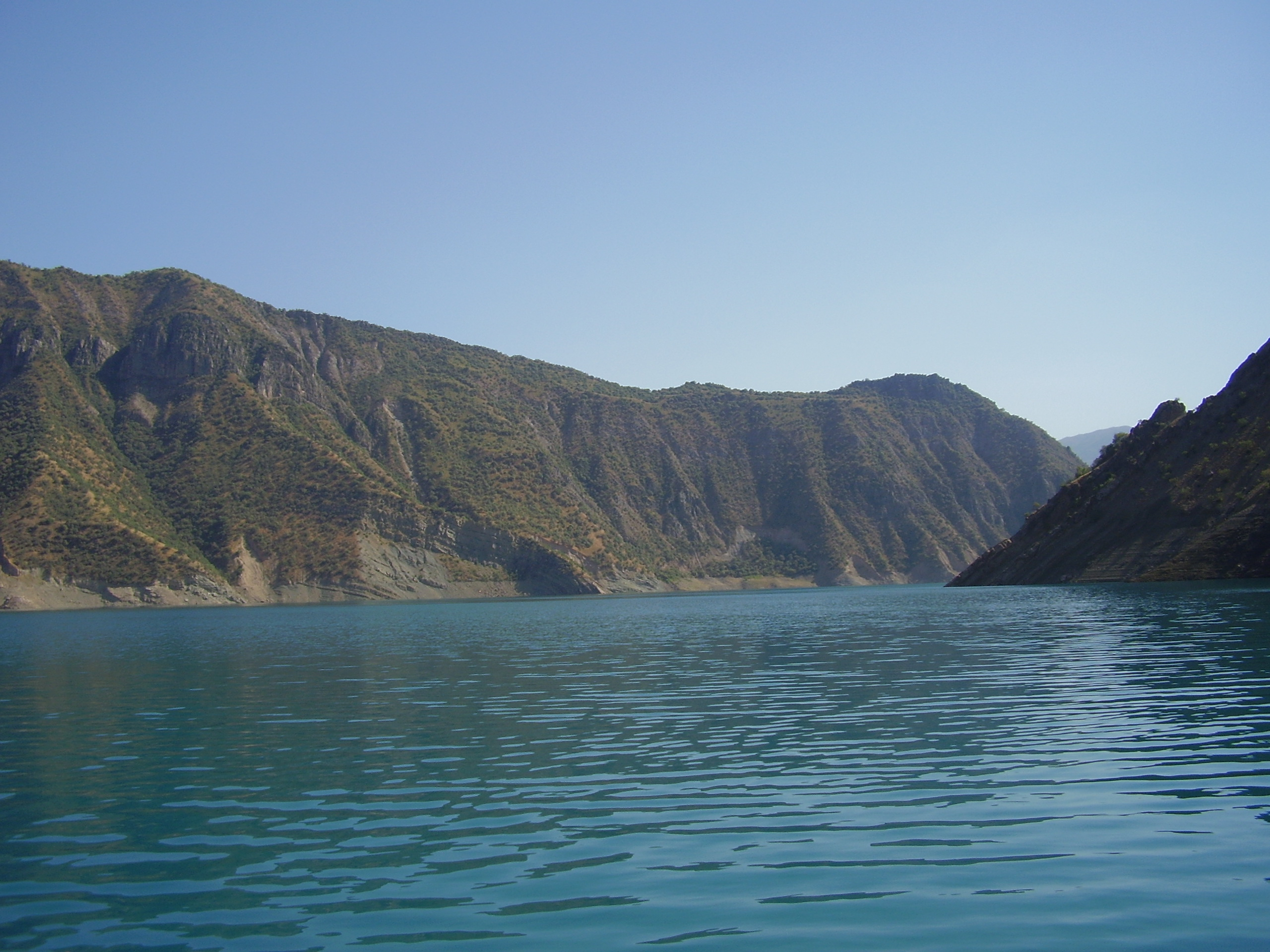
Vista del embalse de Nurek

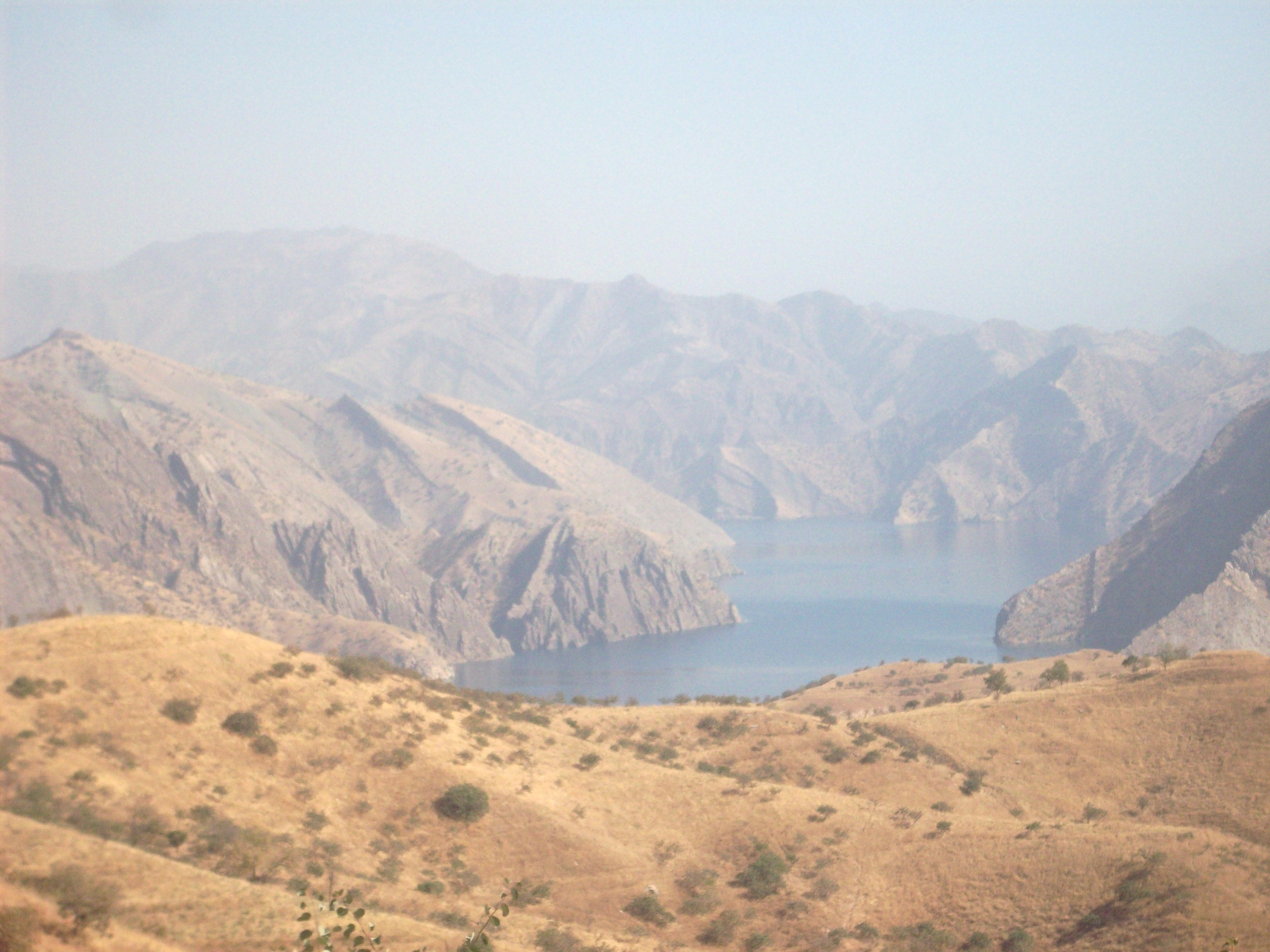
Vista del embalse de Nurek

El embalse formado por la presa de Nurek, conocido simplemente como Nurek, es la mayor reserva de agua de Tayikistán, con una capacidad de 10,5 km³. El embalse tiene 70 km de largo y una superficie de 98 km².  La energía de la central hidroeléctrica ubicada en la presa y el agua almacenada se utilizan también para la irrigación de tierras agrícolas. El agua de riego es transportada 14 kilómetros a través del túnel de riego Dangara e irriga unos de 700 km² de tierras cultivables. Se sospecha que el depósito puede estar causando una sismicidad inducida.[cita requerida]